# Mohammed Maran
Mohammed Maran (Sabya, 15 de febrero de 2001) es un futbolista saudita que juega en la demarcación de delantero para el Al-Nassr FC de la Liga Profesional Saudí.

## Selección nacional
Tras jugar en varias categorías inferiores de la selección, finalmente hizo su debut con la selección de fútbol de Arabia Saudita en un partido de la Copa de Naciones del Golfo de 2023 contra Yemen que finalizó con un resultado de 0-2 a favor del combinado saudita tras un gol de Musab Al-Juwayr y otro del propio Sumayhan Al-Nabit.

## Clubes
| Club               | País           | Año       | Partidos | Goles |
| ------------------ | -------------- | --------- | -------- | ----- |
| Al-Nassr FC        | Arabia Saudita | 2020-2021 | 9        | 0     |
| Al-Tai FC (cedido) | Arabia Saudita | 2021-2022 | 15       | 0     |
| Al-Nassr FC        | Arabia Saudita | 2022-     | 29       | 5     |